# Regina Rochdale (circonscription saskatchewanaise)
Pour les articles homonymes, voir Regina (homonymie) et Rochdale (homonymie).
Circonscription électorale provinciale du Canada
Regina Rochdale est une circonscription électorale provinciale de la Saskatchewan au Canada. Elle est représentée à l'Assemblée législative de la Saskatchewan depuis 2016.

## Géographie
La circonscription consiste en la partie nord-ouest de la ville de Regina.

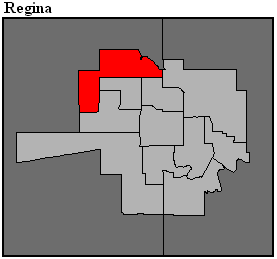
Frontière de la circonscription en 2016.
Frontière de la circonscription en 2022.

## Liste des députés
| Parlement                                         | Années                                            | Député                                            | Député                                            | Parti                                             |
| Regina Rochdale                                   | Regina Rochdale                                   | Regina Rochdale                                   | Regina Rochdale                                   | Regina Rochdale                                   |
| Circonscription issue de Regina Qu'Appelle Valley | Circonscription issue de Regina Qu'Appelle Valley | Circonscription issue de Regina Qu'Appelle Valley | Circonscription issue de Regina Qu'Appelle Valley | Circonscription issue de Regina Qu'Appelle Valley |
| ------------------------------------------------- | ------------------------------------------------- | ------------------------------------------------- | ------------------------------------------------- | ------------------------------------------------- |
| 28e                                               | 2016–2020                                         |                                                   | Laura Ross                                        | Saskatchewanais                                   |
| 29e                                               | 2020–2024                                         |                                                   | Laura Ross                                        | Saskatchewanais                                   |
| 30e                                               | 2024–en cours                                     |                                                   | Joan Pratchler (en)                               | Néo-démocrate                                     |